# Samfundssind
Ordet Samfundssind blev udnævnt til Årets ord i 2020, i et samarbejde mellem Dansk Sprognævn og DR. Samfundssind  betyder ifølge ordbogen  at man vægter samfundets interesserer højere end sine egne private interesser.
Ordet blev i 2020 aktuelt, efter statsminister Mette Frederiksen benyttede det under et pressemøde den 11. marts i forbindelse med coronaviruspandemien. Det blev siden brugt meget og fik international opmærksom med omtale i BBC og New York Post. Det blev senere på året også associeret med coronatræthed.

## Historie
En tidlig brug af ordet er i Ordbog over det danske Sprog dateret til 1936. Det blev benyttet af Thorvald Stauning under den økonomiske krise i 1930'erne og ved udbruddet af Anden Verdenskrig.